# Guo Xiang
Guo Xiang (Kuo Hsiang, 郭象) ou Guo Zixuan (郭子玄) est un philosophe taoïste (vers 252 - 312) de la période des Jin occidentaux, éditeur et glosateur du Zhuangzi. On lui doit la version courante de l'ouvrage, à la base des traductions intégrales en langue étrangère, ainsi qu'une théorie philosophique souvent qualifiée de relativiste et déterministe basée sur son interprétation. Certains pensent qu’il n’a fait que poursuivre les travaux du lettré Xiang Xiu (向秀). Il a même été accusé de plagiat par un contemporain, mais il est impossible d'évaluer la validité de cette accusation. Dans le doute, certains choisissent de parler de la « pensée de Xiang Guo » (向郭), personnalité fictive qui les rassemble.
On sait peu de choses de sa vie, sinon qu'il avait une réputation de brillant causeur et devint fonctionnaire sur le tard, ayant parait-il refusé plusieurs postes car il préférait se consacrer à l’étude et à la pratique du dao.
Il est rangé dans le courant Xuanxue ou « étude du mystère », autrefois nommé néo-taoïsme, caractérisé par une vision transcendante du dao. 
Son interprétation du Zhuangzi a influencé la pensée bouddhiste chinoise.

## Édition duZhuangzi
L'aspect actuel du Zhuangzi doit beaucoup à Guo Xiang. Il n’en a conservé que trente-trois chapitres sur les cinquante-deux de l'époque Han, ayant écarté ceux qu’ils jugeait de mauvaise qualité ou d'origine douteuse. Il en a mis en tête sept qu'ils considérait comme particulièrement importants, attribués à Zhuang Zhou en personne, qui constituent les chapitres internes neipian (內篇). Suivent quinze chapitres externes waipian (外篇) puis onze chapitres divers zapian (雜篇). On pense qu’il a remplacé le style poétique d’origine par sa prose. Dans les gloses qui consistent essentiellement en interpolations, il expose sa lecture de l’ouvrage. 

## Pensée
Le courant Xuanxue dans lequel on range Guo Xiang apparait à la fin des Han (milieu du IIIe siècle) à la suite du constat des limites du confucianisme. Ses penseurs, le plus souvent des lettrés titulaires d'une fonction publique, se tournent vers les textes taoïstes que sont le Dao De Jing et le Zhuangzi pour en tirer une meilleure explication du fonctionnement de l'univers et de la société, mais les concepts taoïstes qu'ils interprètent d'ailleurs chacun à sa façon servent surtout à donner une nouvelle dimension à la sagesse de Confucius, plus admiré par eux que Lao Zi, et à sortir le confucianisme de son ornière. C'est pourquoi le Xuanxue est parfois qualifié de syncrétiste. Guo Xiang, qui aurait eu une longue carrière d'ermite et propose également une lecture mystique du Zhuangzi, se détache un peu des premiers membres du courant plus nettement confucéens.
Sur le plan philosophique, Guo Xiang s’écarte de son célèbre aîné Wang Bi sur l'interprétation du concept de dao. Le dernier y voyait le wu (無), vide - ou absence de caractéristique propre, selon une conception qui préfigure le bouddhisme - et l’origine ontologique de toute chose. Guo Xiang reprend l’idée que le dao est wu, mais lui refuse toute valeur ontologique. « Le dao est vide. » signifie pour lui que l'univers est l’absolu en soi et se produit lui-même, tout comme chacune de ses composantes. Tout est donc à la fois spontané (ziran, 自然) et nécessaire. Une force universelle, appelée taiyi, « grand un » (太一), ou qi, « souffle », anime chaque phénomène. Cette proposition fait que la pensée de Guo Xiang a pu être qualifiée de moniste. Le fen (份), part allouée à chaque être ou phénomène, qui dérive en grande partie de la concentration en lui de la force universelle, explique les différences individuelles. L’ensemble s’ordonne naturellement selon un arrangement appelé li (理), spontané et dynamique puisqu’il se renouvelle quotidiennement. Les différentes caractéristiques individuelles proviennent donc des circonstances et les phénomènes sont codépendants les uns des autres. Adopter l’attitude wuwei (無為) de « non-agir » préconisée par le taoïsme signifie pour lui être pleinement satisfait de son lot et non s’abstenir de toute action. 
Cette position le fait qualifier selon les auteurs de relativiste, déterministe, voire fataliste, ou tout simplement pragmatique. 
Une autre différence entre Guo Xiang et He Yan ou Wang Bi est qu’il accorde au Zhuangzi une dimension religieuse ou du moins spirituelle à laquelle les deux premiers ne s'intéressaient guère. Il préconise, outre une explication du monde, un état de conscience libéré du carcan des pensées qui permet de s'unir mystiquement au dao. Certains de ses concepts influenceront le courant Quanzhen du taoïsme.